# Det Vilde Vesten
 Der er for få eller ingen kildehenvisninger i denne artikel, hvilket er et problem. Du kan hjælpe ved at angive troværdige kilder til de påstande, som fremføres i artiklen.

Det Vilde Vesten (engelsk: The Wild West) er betegnelsen for en periode mellem 1848 og 1890, hvor erobringen af det vestlige Nordamerika fandt sted. Perioden har efterfølgende medført en række myter, historier og legender, der senere er blevet gengivet i f.eks. westernfilm og tegneserier (Blueberry, Lucky Luke).
Perioden var præget af kampe mellem tilflytterne fra Europa og de indfødte indianere. Der herskede overvejende lovløshed, der dog blev forsøgt holdt nede gennem en primitiv retsorden, der blev håndhævet af en bevæbnet Sheriff. I løbet af 1890'erne var det Vilde Vesten gået over i historien og er stadig en berømt periode i USA's historie.
På Museum of Appalachia i Tennessee forefindes et frilandsmuseum, der fremstiller pionererne i Det Vilde Vesten.

## Berømte personer
- Billy the Kid
- Calamity Jane
- Kit Carson
- Crazy Horse
- Jesse James
- Doc Holliday
- Sitting Bull
- Buffalo Bill
- Bat Masterson
- Wild Bill Hickok
- Wyatt Earp
- Tombstone

## Berømte steder
- Dodge City
- Klondike, Yukon
- Tombstone, Arizona

## Berømte begivenheder
- Skudduellen ved O.K. Corral

## Populærkultur
Det vilde vesten er et meget populært tema i populærkulturen i form af ikke mindst westernfilmgenren, men også bøger, teaterstykker og musicals som Annie Get Your Gun, tegneserier som Blueberry og Lucky Luke og brætspil som Great Western Trail.